# Krötenkopf-Lanzenottern
Die Krötenkopf-Lanzenottern (Bothrocophias) sind eine Schlangengattung aus der Unterfamilie der Grubenottern. Die Gattung kommt mit sieben Arten im Nordwesten Südamerikas vor. Die Schlangen sind bodenlebend und bewohnen feuchte tropische Wälder vom Regenwald des Tieflandes bis zu Bergnebelwäldern. Alle Arten sind giftig, die wenigen Angaben zur Giftwirkung bei Menschen reichen von leichten Verläufen mit kurz anhaltenden Schmerzen und leichten Schwellungen bis zu schweren Vergiftungen und vereinzelten Todesfällen.

## Merkmale

### Körperbau
Die Arten der Bothrocophias sind mittelgroße bis große, mittelschlanke bis sehr kräftige und stark untersetzte Schlangen. Der große Kopf ist vor allem posterior sehr breit und deutlich vom Hals abgesetzt, die Schnauze ist zugespitzt bis gerundet und die Augen sind relativ klein. Der Canthus ist sehr scharfkantig und die Schnauzenspitze ist je nach Art variabel stark, mittelstark oder gar nicht nach oben gebogen. Der schlanke Schwanz ist nicht zum Greifen geeignet und mittellang, auf ihn entfallen 12 bis 18 % der Gesamtlänge. Die kleinste Art (B. hyoprora) erreicht üblicherweise Gesamtlängen von 40 bis 50 cm, maximal 83 cm, die größte Art (B. colombianus) erreicht maximal 136 cm.

### Beschuppung
Das Rostrale ist ebenso hoch oder höher als breit. Es gibt drei Praeocularia, von denen das obere deutlich größer ist als die anderen. Die Arten zeigen meist nur ein schmales, längliches Suboculare, aber gelegentlich ist es auch in mehrere kleine Schuppen geteilt. Die Kopfoberseite ist mit kleinen, unterschiedlich großen, glatten oder gekielten Schuppen bedeckt. Es gibt 2 bis 10 glatte, gekielte oder körnige Intersupraoculare zwischen den großen und relativ breiten Supraocularia. Die Anzahl der Supralabialia beträgt 7 bis 9, die Zahl der Infralabialia 8 bis 11. Die Anzahl der Bauchschuppen (Ventralschilde) variiert zwischen 118 und 177, die Zahl der geteilten oder ungeteilten Subcaudalia zwischen 38 und 64 und die Anzahl der dorsalen Schuppenreihen in der Körpermitte zwischen 21 und 25.

### Färbung
Die Grundfarbe der Oberseite ist variabel rostbraun, graubraun, rosa oder orange getönt, dunkelbraun oder fast schwarz. Auf dem Rücken zeigen die Tiere auf diesem Grund eine Reihe breiter dunkler Querbänder, die an den Seiten oft triangelförmig verlaufen. Bei älteren Individuen können diese Querbänder nur noch sehr schwach sichtbar sein. Die Kopfseiten können einen auffälligen, hellen oder dunklen Hinteraugenstreifen (Postokularstreifen) zeigen oder überwiegend dunkel gefärbt sein. Auffallendes Kennzeichen der Gattung sind die gelben, weißen oder blass blaugrauen Flecke oder dunkel gerandeten Augenflecke auf den Infralabialia.

## Verbreitung und Lebensraum
Bothrocophias kommt mit fünf Arten im Nordwesten Südamerikas vor, davon leben drei Arten westlich und vier östlich der Anden. Das Verbreitungsgebiet erstreckt sich vom nördlichen Kolumbien bis in das mittlere Bolivien. Die Tiere bewohnen dort feuchte tropische Wälder vom Regenwald des Tieflandes bis zu Bergnebelwäldern  bis in maximal 2350 m Höhe. Die Arten sind, soweit bekannt, überall relativ selten.

## Systematik
Aktuell werden 9 Arten unterschieden, von denen keine Unterarten anerkannt werden:
- Bothrocophias andianus (Amaral, 1923)
- Bothrocophias campbelli (Freire-Lascano, 1991)
- Bothrocophias colombianus (Rendahl & Vestergren, 1940)
- Bothrocophias hyoprora (Amaral, 1935) – Amazonische Krötenkopf-Lanzenotter
- Bothrocophias lojanus (Parker, 1930)
- Bothrocophias microphthalmus (Cope, 1875) – Kleinaugen-Krötenkopf-Lanzenotter
- Bothrocophias myersi Gutberlet & Campbell, 2001
- Bothrocophias myrringae Angarita-Sierra, Cubides-Cubillos & Hurtado-Gómez, 2022
- Bothrocophias tulitoi Angarita-Sierra, Cubides-Cubillos & Hurtado-Gómez, 2022

Die Gattung wurde erst 2001 beschrieben, die Arten der Gattung wurden bis dahin meist zu den Amerikanischen Lanzenottern (Gattung Bothrops) gestellt. Die bisherigen molekulargenetischen Untersuchungen legen eine Monophylie der Gattung Bothrocophias nahe, eine molekulargenetische Untersuchung unter Einbeziehung aller sieben Arten liegt bisher jedoch nicht vor. Die Gattung Bothrocophias ist das Schwestertaxon der Gattung Bothrops, die beiden Gattungen bilden zusammen eine Klade.

## Lebensweise, Ernährung und Fortpflanzung
Alle Arten sind fast ausschließlich bodenlebend, Angaben über die tageszeitliche Aktivitäten liegen bisher kaum vor. Nach den wenigen bekannten Daten fressen diese Schlangen Frösche, kleine Echsen und kleine Säugetiere. Alle Arten sind lebendgebärend. Angaben zur Reproduktion liegen bisher ebenfalls kaum vor, in einem Fall wurden in einem Weibchen von B. microphthalmus 36 Embryos gefunden.

## Gift
Die wenigen Angaben zur Giftwirkung bei Menschen sind nicht einheitlich, sie reichen von leichten Verläufen mit kurz anhaltenden Schmerzen und leichten Schwellungen über schwere Vergiftungen mit Blutgerinnungsstörungen, spontanen Blutungen und Nekrosen bis zu vereinzelten Todesfällen.